# Wendigo

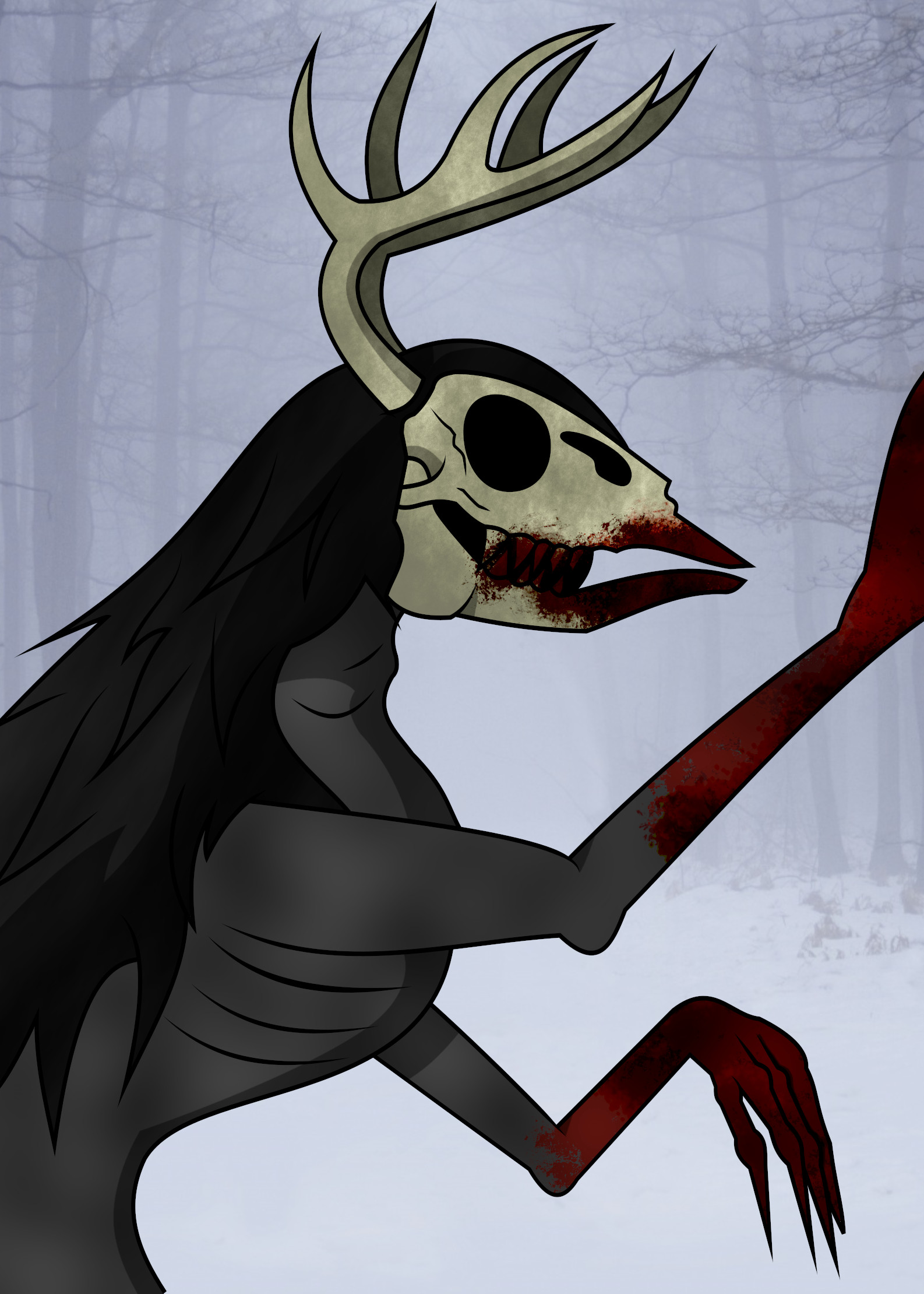

Wendigo (cunoscut și ca windigo, weendigo, windago, windiga, witiko , uendigo, vitiko, whendigow  sau wihtikow) este o creatură demonică din mitologia poporului Algonquian în zona Coastei Atlanticului. Este descrisă ca fiind o bestie asemănătoare unui cerb cu corp de om, ce se hrănește cu oameni, fiind o înfățișare a lăcomiei și excesului. Conform legendei, oricine a mâncat carne de om, se va transforma într-un wendigo.

## Mitologie

### Oamenii Wendigo
În toate culturile în care apare Wendigo se crede că orice om care recurge la canibalism se poate transforma într-o astfel de creatură sau poate fi posedat de spiritul demonic al Wendigo-ului. Odată transformat, omul va deveni violent și obsedat de a mânca carne umană. În mitologie, apare ca o creatură înaltă și masivă, cu craniu de câine sau cerb, de multe ori pătat de sânge. Are coarne imense vizibile de la distanță. Strigătele îi pot fi auzite de la zeci de kilometri. Există multe versiuni de Wendigo, cea mai populară fiind cea prezentată mai devreme. În diferite culturi apare ca o creatură, demon malefic sau spirit canibal capabil să posede oameni. SCP 323-1 este cea mai periculoasă formă de Wendigo, fiind clasificat ca Euclid de fundația SCP și constând într-un om care poartă craniul unui Wendigo și devine canibal. Este unul din obiectele Euclid posesive puternice și se caracterizează prin inteligență proprie, simțuri dezvoltate, metabolism ridicat și atracție către carnea crudă, în special cea de om. 
Activitate Wendigo
Wendigo-ul material (altul decât SCP 323 sau SCP 323-1) este unic și îl întâlnim doar în America de Nord. Este o creatură canibală fioroasă. Spiritul Wendigo poate poseda oameni care recurg la canibalism, iar înfățișarea de demon te hărțuiește până te ucide.